# 樽屋与左衛門
樽屋与左衛門（たるや よざえもん）は、江戸町年寄三家の1つ樽屋の当主。
樽屋は代々藤左衛門を名乗ったが、後見役となった9代目・11代目・12代目の3名は与左衛門を名乗った。
この項では、主に樽屋12代目当主の与左衛門のことを扱う。

## 生涯
生没年は、延享3年（1746年） - 文化11年（1814年）。
5代前の樽屋藤左衛門の実弟で播州の郷士岩崎家へ養子に行った武左衛門の孫である。その当時は善右衛門という名であったが、天明5年（1785年）12月、40歳の時に当時幼少だった吉五郎（樽屋13代目の忠義）の後見役として樽屋12代目となり、その時より与左衛門と名乗ることとなった。

### 寛政の改革
寛政の改革において、老中松平定信に重用され、札差仕法改革に参与して様々な献策をしており、棄捐令の作成にもその意見の多くが取り入れられている。
寛政元年（1789年）の棄捐令の発令後も、札差仕法の専任担当者に選ばれ、さらに猿屋町貸金会所の運営も任され、会所の建物が竣工されるまで樽屋の役宅を札差掛の役所として使うこととなった。
寛政2年（1790年）には猿屋町会所勤務中の帯刀を許可される。会所勤務中のみであり彼一代に許されたことであるが、天和3年（1683年）2月に町年寄が帯刀を禁止されてから、107年ぶりに帯刀の特権を取り戻したのである。
また、同年4月には札差仕法改正の勤務に努力したとして樽という苗字を称することが許され、以後樽屋は「樽」姓を名乗ることとなる。

### 退役後
退役後も大阪屋茂十郎とともに文化年間の株仲間政策を推進し、三橋会所の取締となったが、文化11年に不慮の死を遂げた。自殺だったとも言われている。

## 樽屋万山
十八大通の1人とされる樽屋万山は、12代目樽屋与左衛門の子である。